# ピエトロ・カヴァリーニ

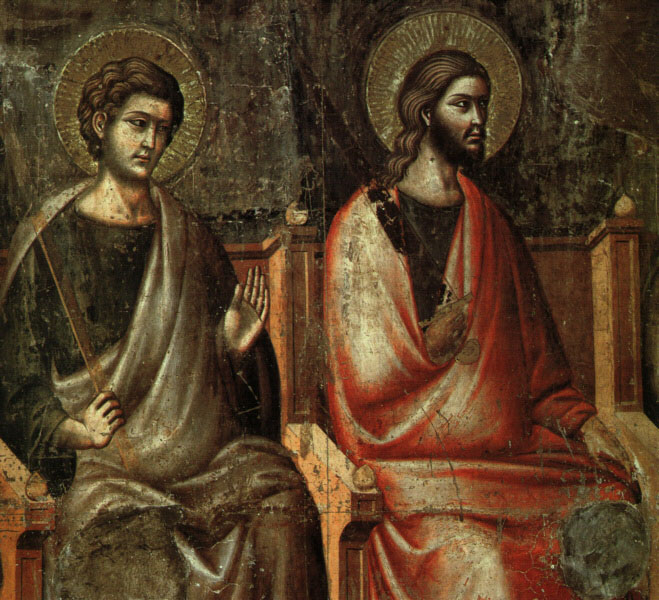
ピエトロ・カヴァリーニ『最後の審判』

ピエトロ・カヴァリーニ（Pietro Cavallini, 1250年頃 - 1330年頃）は中世イタリアの画家、モザイク作家。経歴は殆ど知られていないが、「pictor romanus」という署名からローマ出身と思われる。ピエトロ・カヴァッリーニとも表記する。
カヴァリーニが最初に注目されたのは、サン・パオロ・フオーリ・レ・ムーラ大聖堂のための連作モザイク（制作：1277年 - 1285年）で、新約聖書および旧約聖書の中の挿話を題材とした。しかし、1823年の火災で作品は焼失した。
1291年、ベルトルド・ステファネスキ枢機卿の依頼で、ローマのサンタ・マリア・イン・トラステヴェレ教会に『マリアの生涯からの情景』という6つの場面（聖母の誕生、受胎告知、キリストの誕生、東方三博士の礼拝、神殿奉納、永眠）から成るモザイクを制作。写実的描写と遠近感の試みが高く評価される。
1293年、フレスコ画『最後の審判』を、ローマのサンタ・チェチーリア・イン・トラステヴェレ教会に描く。ローマ派自然主義の特徴を良く表していると言われている。
1308年、カヴァリーニはナポリのカルロ2世の王宮で働き、ローマ派の同僚フィリッポ・ルシュテと共同で、サン・ドメニコ・マッジョーレ教会（1308年）、サンタ・マリア・ドンナ・レジーナ・ヴェッキア教会（1317年）の壁画を制作した。
それからローマに戻ると、サン・パオロ・フオーリ・レ・ムーラ大聖堂の外部のモザイク装飾に着手した。
カヴァリーニの弟子の中には、ジョヴァンニ・ディ・バルトロメオがいる。